# Juan Facundo Quiroga
Juan Facundo Quiroga (San Antonio, 27 novembre 1788 – Barranca Yaco, 16 febbraio 1835) è stato un militare e politico argentino.
Fu un caudillo argentino della prima metà del XIX secolo, sostenitore di un governo federale durante le guerre civili succedutesi nel suo paese dopo la dichiarazione di indipendenza; fu chiamato El Tigre de los Llanos ("la tigre dei Llanos") tanto dai suoi sostenitori che dai suoi avversari.

## Biografia

### Gli anni giovanili
Juan Facundo Quiroga nacque nel 1788, figlio di Rosa Argañaraz, originaria della Sierra de los Llanos, e di José Prudencio Quiroga, un proprietario terriero originario di provincia di San Juan ed emigrato nella più settentrionale provincia di La Rioja, dove aveva stabilito la sua estancia nella porzione meridionale della provincia stessa e dove era stato più volte capo militare delle milizie della zona. Nella sua famosa opera, Domingo Faustino Sarmiento ne descrive una giovinezza travagliata, caratterizzata dalla passione per il gioco d'azzardo e piena di fatti di sangue; tuttavia gran parte degli episodi riferiti dal futuro presidente argentino non trova conferme storiche.
Nel 1812, mentre si trovava a Mendoza, si arruolò nell'esercito e fu destinato al reggimento che José de San Martín stava reclutando per combattere i realisti spagnoli; dopo aver ricevuto una breve istruzione militare tornò nella sua provincia, dove nel 1816 divenne capitano delle milizie. Nel 1817 si sposò con una donna dell'alta società di La Rioja, María de los Dolores Fernández, e successivamente, fu nominato nel 1822 comandante delle milizie provinciali con il grado di colonnello.

### Ilcaudillo
Il governo della provincia di La Rioja, nel frattempo, era conteso dalle famiglie Ocampo e Dávila; nel 1820 ne era uscito vincente Ortiz de Ocampo, originario della Sierra de los llanos, appoggiato dallo stesso Quiroga. Nel 1821 però quest'ultimo cambiò schieramento ed appoggiò l'elezione di Nicolás Dávila a governatore provinciale; nel marzo del 1823, però, Quiroga si ribellò al nuovo governatore e lo sconfisse in battaglia, uccidendone il fratello Marcos Dávila.
Nel 1823 occupò provvisoriamente per qualche mese la carica di governatore di La Rioja; in questo periodo si dedicò allo sviluppo delle attività legate alle miniere di Famatina, che affidò ad una società della quale era lui stesso azionista. Il controllo delle risorse minerarie divenne il principale motivo di scontro con il presidente argentino Bernardino Rivadavia, che aveva ceduto i diritti di sfruttamento ad una società britannica; il conflitto di interessi proiettò Quiroga nel campo dei federales, oppositori del tentativo centralista di Rivadavia.
Pur dimettendosi dalla carica nel luglio del 1823, Quiroga rimase comunque l'indiscusso capo militare della provincia. Durante la guerra argentino-brasiliana, l'appoggio fornito da Rivadavia al reclutamento di un esercito nazionale si risolse con l'occupazione della provincia di Tucumán da parte di quest'ultimo, comandato dal generale unitario Gregorio Aráoz de Lamadrid. Quiroga formò un esercito e marciò contro le truppe unitarie, sconfiggendole il 27 ottobre 1826 nella battaglia di El Tala; nello scontro lo stesso Lamadrid rimase ferito e fu considerato morto per alcuni giorni.
Nello stesso anno il Congresso promulgò una costituzione centralista che fu rifiutata dai governatori federali, con Quiroga in prima linea. Rimesso in carica Lamadrid dal governatore di Salta, Juan Antonio Álvarez de Arenales, Quiroga invase nuovamente Tucumán sconfiggendolo ancora una volta nella battaglia di Rincón de Valladares il 6 luglio 1827. La sconfitta unitaria accelerò le trattative di pace con l'Impero del Brasile, il cui contrastato sviluppo causò la caduta del presidente Rivadavia.

### La guerra contro Paz
All'inizio del 1829 il generale unitario José María Paz invase con una colonna dell'esercito nazionale la provincia di Córdoba, il cui governatore Bustos chiese aiuto a Quiroga prima di venire sconfitto nella battaglia di San Roque. Il caudillo di La Rioja invase il territorio confinante ma le sue truppe irregolari furono sconfitte il 22 giugno 1829 dal più disciplinato esercito unitario; il giorno successivo Quiroga tentò il contrattacco con un'azione di sorpresa, ma Paz riuscì a riorganizzare i suoi uomini, riportando dalla sua parte l'esito dello scontro.
Tornato a La Rioja, Quiroga approntò un nuovo esercito di 4.000 uomini e tornò ad invadere la provincia di Córdoba; il 25 febbraio 1830 fu però colto di sorpresa e nuovamente sconfitto da Paz nella battaglia di Oncativo. Riuscì a salvarsi dalle truppe unitarie fuggendo verso Buenos Aires.

### La vittoria deifederales
Mentre Paz faceva occupare dai suoi ufficiali le province dell'interno, i governatori federali di Buenos Aires e di Santa Fe, Rosas e López, si prepararono ad affrontare la Liga Unitaria appena formata. Quiroga organizzò una divisione, composta da 350 cavalieri, con la quale intraprese una campagna militare nella regione di Cuyo. Con queste truppe il 5 marzo 1831 conquistò dopo tre giorni di assedio la città di Río Cuarto. In seguito invase Mendoza, sconfiggendone il governatore unitario Videla Castillo il 28 marzo nella battaglia di Rodeo de Chacón. Dopo essere venuto a conoscenza dell'uccisione del suo alleato provinciale Benito Villafañe, in procinto di riunirsi a lui proveniente dal Cile, ordinò per rappresaglia la fucilazione in massa di tutti gli ufficiali nemici catturati in battaglia.
Dopo la cattura di Paz da parte di una pattuglia federale, López, in qualità di comandante militare dell'esercito, ordinò a Quiroga di marciare contro il nuovo comandante delle truppe unitarie, Gregorio Aráoz de Lamadrid, asserragliatosi a Tucumán; pur disponendo di forze numericamente inferiori si avventò sul nemico e lo sconfisse per la terza volta nella battaglia della Ciudadela il 4 novembre 1831.

### Gli ultimi anni
All'inizio del 1832 tutte le province argentine si trovavano in mano a governatori federales; Rosas, López e Quiroga si trovavano al vertice del potere. Il governatore di Buenos Aires funse per un certo periodo da elemento pacificatore per gli altri due caudillos, divisi tra di loro da una profonda rivalità. Quiroga fu nominato comandante della spedizione militare che Rosas aveva pianificato contro gli indios del sud, una carica che fu in pratica solo nominale.
Il conflitto insorto tra i governatori di Salta e Tucumán, Latorre ed Heredia, costrinse Rosas a proporre Quiroga come mediatore tra le parti. Quest'ultimo si era trasferito a Buenos Aires, dove aveva cominciato a manifestare l'intenzione di proporre una nuova costituzione per il Paese. Arrivato a Santiago del Estero, Quiroga ricevette la notizia della deposizione e dell'omicidio di Latorre; convocò il rappresentante del nuovo governo di Salta, congiuntamente con Heredia, firmando un accordo.
Pur avendo avuto notizia di un possibile attentato contro di lui, per tornare a Buenos Aires Quiroga decise di attraversare senza scorta la provincia di Córdoba, governata dai fratelli Reinafé, nemici personali ed alleati di López; il 16 febbraio 1835 fu ucciso in un agguato nei pressi di Barranca Yaco. Le successive indagini implicarono nel complotto il governatore di Córdoba, José Vicente Reinafé, insieme con i fratelli José Antonio, Guillermo e Francisco; tranne l'ultimo, riuscito a fuggire, furono tutti fatti fucilare l'anno successivo da un tribunale di Buenos Aires. López, tirato in causa da alcune testimonianze, perse per sempre il suo prestigio nel panorama nazionale.
La salma di Juan Facundo Quiroga fu inumata in un primo tempo nella Cattedrale di Córdoba, poi, nel 1946, traslata nella tomba di famiglia nel Cimitero della Recoleta a Buenos Aires.